# Singra (underdistrikt i Bangladesh)
Singra är ett underdistrikt i Bangladesh. Det ligger i den centrala delen av landet, 150 km nordväst om huvudstaden Dhaka.
Trakten runt Singra består till största delen av jordbruksmark. Runt Singra är det tätbefolkat, med 636 invånare per kvadratkilometer.